# London School of Economics
The London School of Economics and Political Science (w skrócie London School of Economics, LSE) – część Uniwersytetu Londyńskiego (od 1900 roku), jedna z najważniejszych uczelni specjalizujących się w ekonomii i naukach społecznych.
LSE jest jedną z uczelni o znacznym wpływie na kształt współczesnego świata. Według WEALTH-X and UBS Billionaire Census 2014, LSE znalazła się na 10. miejscu wśród światowych uniwersytetów pod względem liczby absolwentów-miliarderów. W 2021 roku w rankingu Top Universities, LSE zajęło drugie miejsce na świecie w kategorii swoich dziedzin.

## Historia

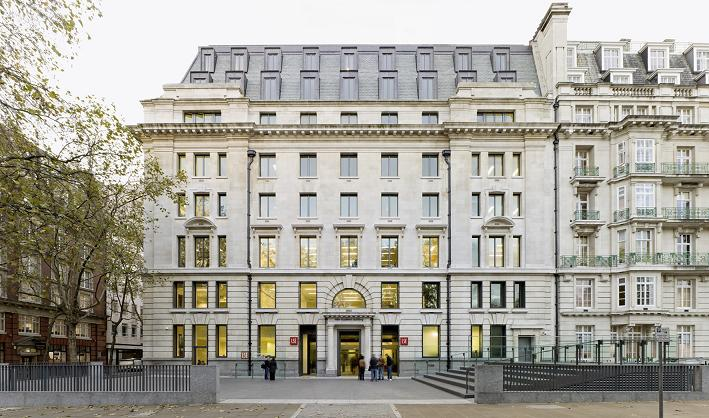

Twórcami LSE byli: Sidney Webb (1859–1947), jego żona, badacz społeczny Beatrice Webb (1858–1943), naukowiec Graham Wallas (1858–1932) i pisarz Bernard Shaw (1856–1950). Wszyscy byli członkami Towarzystwa Fabiańskiego. Pierwszym dyrektorem został historyk ekonomii, William Hewins (1865–1931).
W rozwój uczelni w pierwszych jej latach byli zaangażowani m.in.: Bertrand Russell i Clement Attlee. W latach po założeniu szkoła służyła jako kuźnia intelektualna dla kadr Partii Pracy. Nauczali w niej m.in. Friedrich August von Hayek i Michael Oakeshott, William Beveridge i Karl Popper. Szkoła utrzymywała wysoki poziom akademickiego nauczania w latach sześćdziesiątych i latach siedemdziesiątych – jej absolwentami byli laureaci Nagrody Nobla: Amartya Sen, George Akerlof, James Meade, Robert Mundell, John Hicks, Merton Miller.
Lista dyrektorów:
1. William Hewins(inne języki) (1895–1903)
2. Halford John Mackinder (1903–1908)
3. William Pember Reeves(inne języki) (1908–1919)
4. sir William Beveridge (1919–1937)
5. sir Alexander Carr-Saunders(inne języki) (1937–1957)
6. sir Sydney Caine(inne języki) (1957–1967)
7. sir Walter Adams(inne języki) (1967–1974)
8. sir Ralf Dahrendorf (1974–1984)
9. Indraprasad Gordhanbhai Patel(inne języki) (1984–1990)
10. sir John Ashworth(inne języki) (1990–1996)
11. Lord Anthony Giddens (1996–2003)
12. sir Howard Davies(inne języki) (2003–2011)
13. Dame Judith Rees(inne języki) (2011–2012)
14. Craig Calhoun(inne języki) (2012–2016)
15. Julia Black(inne języki) (2016–2017)
16. Baroness Minouche Shafik(inne języki) (od 2017)

## Współcześnie
London School of Economics and Political Science mieści się przy Houghton Street w Londynie, w pobliżu Aldwych i obok Royal Court of Justice. Szkoła jest uważana za ważny ośrodek debaty politycznej. Wśród absolwentów LSE i jej kadry jest szesnastu zdobywców Nagrody Nobla w dziedzinie ekonomii, oraz nagród literackiej i pokojowej; dwadzieścia dziewięć byłych albo obecnych głów państwa, trzydziestu aktualnych brytyjskich parlamentarzystów i dwudziestu dziewięciu parów Izby Lordów. Jedna czwarta wszystkich Nagród Nobla z ekonomii jest związana z LSE. Szkoła jest też uważana za instytucję nadającą ton w badaniach stosunków międzynarodowych, filozofii społecznej, antropologii, socjologii i polityki społecznej. Biblioteka szkoły jest największą na świecie pod względem zasobów w dziedzinie nauk społecznych. LSE wydaje też znaną gazetę studencką The Beaver (Bóbr).
LSE miała w 2004 prawie 7000 studentów dziennych i ok. 750 zaocznych. 38% pochodziło ze Zjednoczonego Królestwa, 18% z innych krajów Unii Europejskiej, 44% z ponad 120 innych krajów. Około 48% studentów LSE stanowią kobiety. Wykłady są prowadzone w ponad trzydziestu obszarach badań, w tym finanse, antropologia, historia gospodarcza, ekonomia, geografia i środowisko, polityka, zarządzanie, systemy informacyjne, historia międzynarodowa, stosunki międzynarodowe, prawo, matematyka, media i łączność, badania operacyjne, logika filozofii i metody naukowe, polityka społeczna, psychologia społeczna, socjologia i statystyka.
| Rok  | Laureat                    | Nagroda   |
| 1925 | George Bernard Shaw        | Literacka |
| 1950 | Ralph Bunche               | Pokojowa  |
| 1950 | Bertrand Russell           | Literacka |
| 1959 | Philip Noel-Baker          | Pokojowa  |
| 1972 | Sir John Hicks             | Ekonomii  |
| 1974 | Friedrich August von Hayek | Ekonomii  |
| 1977 | James Meade                | Ekonomii  |
| 1979 | sir William Arthur Lewis   | Ekonomii  |
| 1987 | Óscar Arias Sánchez        | Pokojowa  |
| 1990 | Merton Miller              | Ekonomii  |
| 1991 | Ronald Coase               | Ekonomii  |
| 1998 | Amartya Sen                | Ekonomii  |
| 1999 | Robert Mundell             | Ekonomii  |
| 2001 | George Akerlof             | Ekonomii  |
| 2007 | Leonid Hurwicz             | Ekonomii  |
| 2008 | Paul Krugman               | Ekonomii  |
| 2010 | Christopher A. Pissarides  | Ekonomii  |
| 2016 | Juan Manuel Santos         | Pokojowa  |
| 2016 | Oliver Hart                | Ekonomii  |

## Wybitni absolwenci

### Głowy państw i szefowie rządów
- Harmodio Arias Madrid (1886–1962) – prezydent Panamy (1932–1936)
- Oscar Arias Sanchez (ur. 1941) – prezydent Kostaryki i laureat Nagrody Nobla
- Pedro Gerardo Beltran Espanto (1897–1979) – premier Peru (1959–1961)
- Errol Barrow (1920–1987) – premier Barbadosu (1962–1966, 1966–1976 i 1986–1987)
- Marek Belka (ur. 1952) – premier Polski (2004–2005)
- Heinrich Brüning (1885–1970) – kanclerz Niemiec (1930–1932)
- Kim Campbell (ur. 1947) – premier Kanady (1993)
- Eugenia Charles (1919–2005) – premier Dominiki (1980–1995)
- John Compton (1926–2007) – prezydent Saint Lucia (1964–1979) i premier Saint Lucia (1979 i 1982–1996)
- Sher Bahadur Deuba (ur. 1943) – premier Nepalu (1995–1997, 2001–2002 i 2004)
- Tuanku Jaafar (1922–2008) – król Malezji (1994–1999)
- John F. Kennedy (1917–1963) – prezydent USA (1961–1963)
- Jomo Kenyatta (1891–1978) – pierwszy prezydent Kenii (1964–1978)
- Mwai Kibaki (ur. 1931) – prezydent Kenii (2002)
- Thanin Kraivichien (ur. 1927) – premier Tajlandii (1976–1977)
- Yu Kuo-hwa (1914–2000) – premier Republiki Chińskiej (Tajwanu) (1984–1989)
- Hilla Limann (1934–1998) – prezydent Ghany (1979–1981)
- Alfonso López Pumarejo (1886–1959) – prezydent Kolumbii (1934–1938 i 1942–1945)
- Michael Manley (1924–1997) – premier Jamajki (1972–1980 i 1989–1992)
- Ratu Sir Kamisese Mara (1920–2004) – premier Fidżi (1970–1992), prezydent Fidżi (1994–2000)
- Małgorzata II (ur. 1940) – królowa Danii (1972)
- Kwame Nkrumah (1909–1972) – pierwszy prezydent Ghany (1960–1966)
- Percival Patterson (ur. 1935) – premier Jamajki (1992)
- Romano Prodi (ur. 1939) – premier Włoch (1996–1998 i 2006–2008), przewodniczący Komisji Europejskiej (1999–2004)
- Navinchandra Ramgoolam (ur. 1947) – premier Mauritiusu (1995–2000)
- Veerasamy Ringadoo (1920–2000) – pierwszy prezydent Mauritiusu (1992)
- Mosze Szaret (1894–1965) – premier Izraela (1953–1955)
- Kostas Simitis (ur. 1936) – premier Grecji (1996–2004)
- Anote Tong (ur. 1952) – prezydent Kiribati (2003)
- Pierre Trudeau (1919–2000) – premier Kanady (1968–1979 i 1980–1984)

### Inni znani wychowankowie
- Roy Allen (ekonomista i matematyk)
- David Attenborough (wydawca naukowych programów telewizyjnych)
- Cherie Booth(inne języki) (żona Tony’ego Blaira)
- Ed Broadbent(inne języki) (kanadyjski socjalistyczny przywódca opozycji)
- Ralph Bunche (noblista)
- Ronald Coase (noblista)
- Adam Gubrynowicz (polski dyplomata)
- Haakon Magnus (następca tronu Norwegii)
- Mick Jagger (muzyk)
- Mervyn King(inne języki) (gubernator Banku Anglii)
- Arthur Lewis (noblista)
- Bronisław Malinowski (antropolog)
- Merton Miller (noblista)
- Daniel Patrick Moynihan (były senator amerykański)
- Roman Zbigniew Piotrowski (polski profesor prawa)
- Robert Mundell (noblista)
- Philip Noel-Baker (noblista)
- Charles Saatchi (założyciel, Saatchi i Saatchi)
- Maurice Saatchi(inne języki) (założyciel, Saatchi i Saatchi)
- Zecharia Sitchin (teoretyk paleoastronautyki)
- George Soros (miliarder)
- Carlos (terrorysta)
- Jacek Rostowski (minister finansów w rządzie Donalda Tuska)